# Walter Pache
Walter Pache (* 1940; † 28. Januar 2000 in Augsburg) war ein deutscher Anglist, Kanadist und Hochschullehrer.

## Leben und Wirken
Walter Pache studierte Anglistik und Germanistik an den Universitäten Tübingen, Hamburg, Berlin und München. An der Universität München legte er 1965 das erste Staatsexamen für den höheren Schuldienst ab und erwarb 1966 den Magistergrad. Anschließend wechselte er an die Universität Köln; dort promovierte er 1969 bei dem Anglisten Helmut Bonheim mit einer Dissertation über den schottischen Dichter James Hogg. Bereits 1966/67 war er als Lektor für deutsche Sprache an der Loughborough University tätig, ab 1967 als wissenschaftlicher Assistent an der Universität Köln, wo er sich 1977 für Englische Philologie habilitierte. Von 1981 bis 1987 lehrte Pache als Professor an der Universität Trier. Im Jahre 1987 erhielt er den Lehrstuhl für Englische Literaturwissenschaft an der Universität Augsburg. Neben seiner Beschäftigung mit der Literatur der Elisabethanischen Zeit und der englischen Literatur des 18. und 19. Jahrhunderts arbeitete Pache auf dem Gebiet der Kanadistik und gehörte zu den Gründungsmitgliedern der Gesellschaft für Kanada-Studien. Er war Mitherausgeber des "International Journal of Canadian Studies." 1981 veröffentlichte er eine "Einführung in die Kanadistik". Außerdem war Pache als Übersetzer englischer Literatur in die deutsche Sprache tätig.

## Veröffentlichungen (Auswahl)
- (Übers.): Robert Louis Stevenson / Will o' the Mill. Reclam, Stuttgart 1971.
- (Mitautor): German at work. A second stage course for adults. University of London Press, London 1972, ISBN 0-340-15046-7.
- (Übers.): Washington Irving / Rip van Winkle. Reclam, Stuttgart 1972.
- (Übers.): Ben Jonson / Volpole, or the fox. Reclam, Stuttgart 1974, ISBN 3-15-009733-9.
- Profit and delight. Didaktik und Fiktion als Problem des Erzählens, dargestellt am Beispiel des Romanwerks von Daniel Defoe (= Anglistische Forschungen, Bd. 141). Winter, Heidelberg 1980, ISBN 3-533-02804-6.
- Zur Situation der deutschsprachigen Kanadistik. In: Zeitschrift der Gesellschaft für Kanada-Studien, Bd. 1 (1981), S. 9–18.
- Einführung in die Kanadistik. Wissenschaftliche Buchgesellschaft, Darmstadt 1981, ISBN 3-534-07598-6.
- (Hrsg.): Die englische Literatur in Text und Darstellung. Bd. 6, T. 2: 18. Jahrhundert. Reclam, Stuttgart 1983, ISBN 3-15-007769-9.
- (Hrsg.): Trierer kanadische Studien. 10 Jahre Kanada-Studien an der Universität Trier (1976–1986). Pressestelle der Universität Trier 1986.
- Recipe for a Canadian novel. Kanadische Literatur im landeskundlichen Kontext. In: Franz Kuna (Hrsg.): Dialog der Texte. Literatur und Landeskunde. Beiträge zu Problemen einer integrativen Landes- und Kulturkunde des englischsprachigen Auslands (= Tübinger Beiträge zur Anglistik, Bd. 8). Narr, Tübingen 1986, S. 505–528, ISBN 3-87808-451-X.
- (mit Konrad Groß): Kanada (= Grundlagen der Literatur in englischer Sprache, Bd. 1). Fink, München 1987, ISBN 3-7705-2254-0.
- (Übers.): William Shakespeare / Measure for measure. Reclam, Stuttgart 1990, ISBN 3-15-004523-1.
- (Übers.): William Shakespeare / The comedy of errors. Reclam, Stuttgart 1998, ISBN 3-15-009703-7.
- Degeneration - Regeneration.  Beiträge zur Literatur- und Kulturgeschichte zwischen Dekadenz und Moderne. Königshausen & Neumann, Würzburg 2000, ISBN 3-8260-1799-4.

Außerdem zahlreiche Aufsätze in Fachzeitschriften und weitere Übersetzungen.
Festschrift (posthum)
- Martin Kuester (Hrsg.): New worlds. Discovering and constructing the unknown in anglophone literature. Presented to Walter Pache on the occasion of his 60th birthday. Vögel, München 2000, ISBN 3-89650-075-9.